# Прово Волліс
Прово Вільям Перрі Волліс (англ. Provo William Parry Wallis; 12 квітня 1791, Галіфакс, Нова Шотландія — 13 лютого 1892, Фантінгтон, Західний Сассекс) — адмірал Королівського флоту. Після захоплення USS Chesapeake і поранення капітана фрегата HMS Shannon у бою, служив тимчасовим капітаном HMS Shannon, коли повертався до Галіфакса, Нова Шотландія, з Chesapeake.
На посаді командира HMS Madagascar, заслужив подяку жителів Веракруса в Мексиці, коли захистив їх від французького бомбардування. Залишався у списку активних у 100 років.

## Початок кар'єри

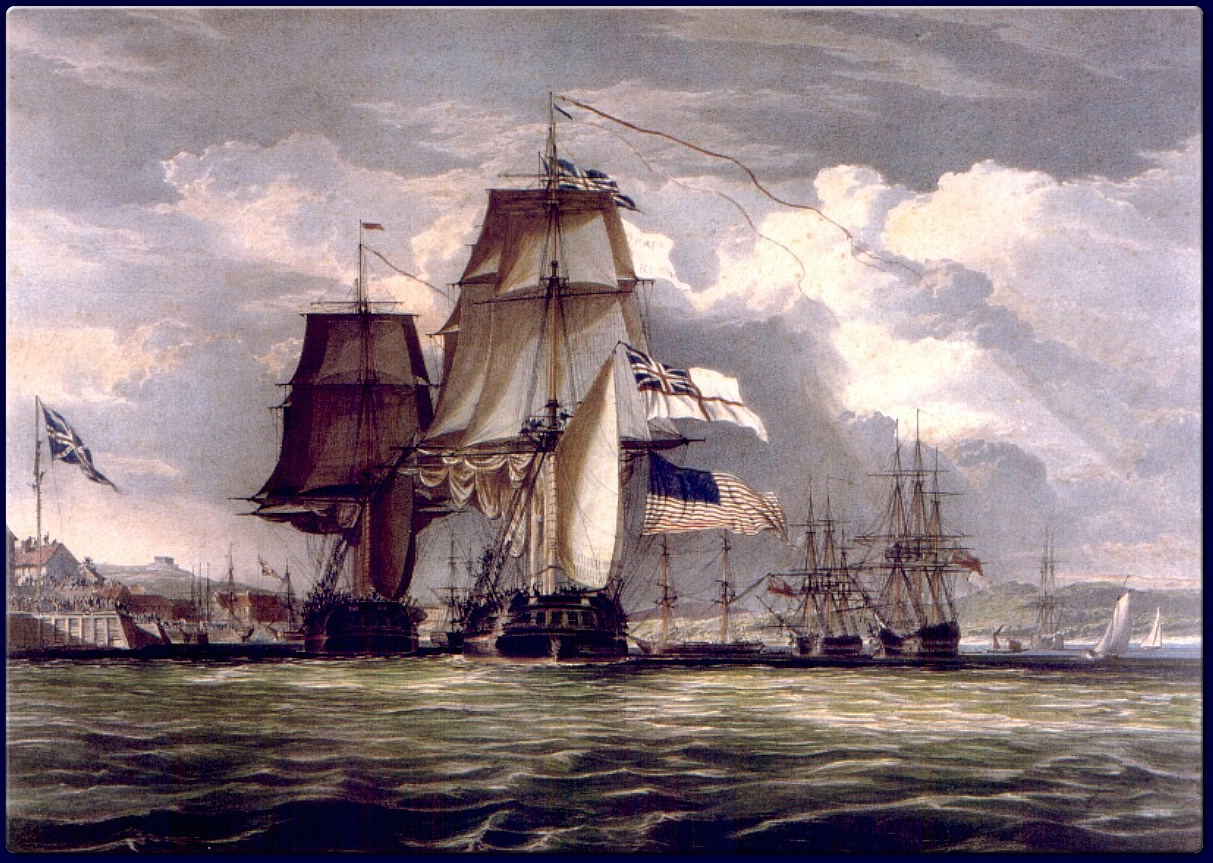
Уолліс командувала HMS Shannon після її повернення до Галіфаксу зі своїм призом після захоплення USS Chesapeake

Народився в сім'ї морського чиновника Прово Фізерстоуна Волліса та його дружини Елізабет Лоулор. Завдяки зв'язкам батька зарахований матросом у травні 1795 року, у чотири роки, на 36-гарматний фрегат HMS Oiseau під командуванням капітана Роберта Мюррея.
У травні 1798 року зарахований волонтером на 40-гарматний фрегат HMS Prevoyante, на якому значився до вересня 1799 року, а потім приєднався до 64-гарматного корабля Asia, на якому служив до вересня 1800 року. Переведений у званні мічмана на 32-гарматний фрегат HMS Cleopatra. 16 лютого 1805 року HMS Cleopatra вимушено вступив у бій з французьким фрегатом Ville de Milan. Після запеклого бою, втративши керування і близько третини екіпажу вбитими та пораненими, британський фрегат був змушений спустити прапор. Однак пошкодження обох фрегатів були настільки великі, що через тиждень обидва вони були легко захоплені британським 52-гарматним кораблем HMS Leander.
У листопаді 1806 року переведений на лінійний корабель HMS Triumph, а у лютому 1808 року — на фрегат HMS Bellona. 13 листопада 1808 року отримав звання лейтенанта і перевівся на бойовий шлюп HMS Curieux. Шлюп сів на мілину і зазнав аварії на узбережжі Гваделупи у листопаді 1809 року, і Волліса перевели на HMS Gloire у грудні 1809 року. Згодом служив на шлюпах HMS Observateur, HMS Driver і HMS Emulous.
У січні 1812 року переведений на 38-гарматний фрегат HMS Shannon. 1 червня 1813 року, у роки англо-американської війни, HMS Shannon захопив USS Chesapeake біля Бостона. У запеклому бою капітан британського фрегата, Філіп Брок, отримав важке поранення, а перший лейтенант убитий, проте вдалося захопити американський фрегат.
Виконував обов'язки капітана під час повернення британського фрегата до Галіфакса, Нова Шотландія. 9 липня 1813 року підвищений до командера.
У січні 1814 року отримав командування шлюпом HMS Snipe у Ширнессі. 12 серпня 1819 року підвищений до капітана. З червня 1824 року до квітня 1838 року командував HMS Niemen у Галіфаксі, з квітня 1838 року до вересня 1839 року — HMS Madagascar на Північноамериканській та Західно-Індійській станції. Він заслужив подяку жителів Веракруса в Мексиці, коли захистив їх від французького бомбардування взимку 1838 року під час Тістечкової війни.
У жовтні 1843 року став командором. 5 серпня 1847 року заслужений капітан призначений ад'ютантом королеви Вікторії і обіймав цю посаду до підвищення 27 серпня 1851 року до контрадмірала.

## Старший командувач

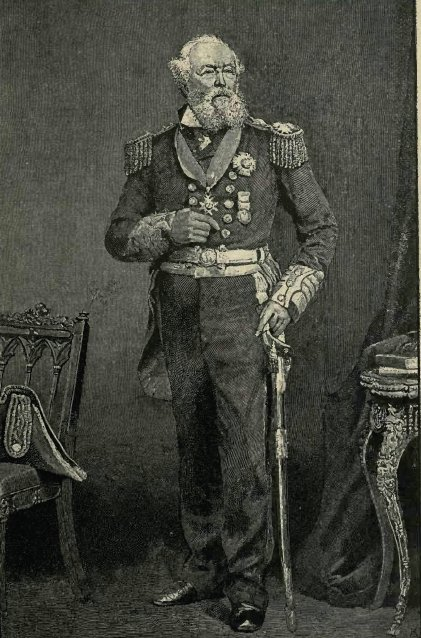
Волліс у формі старшого офіцера

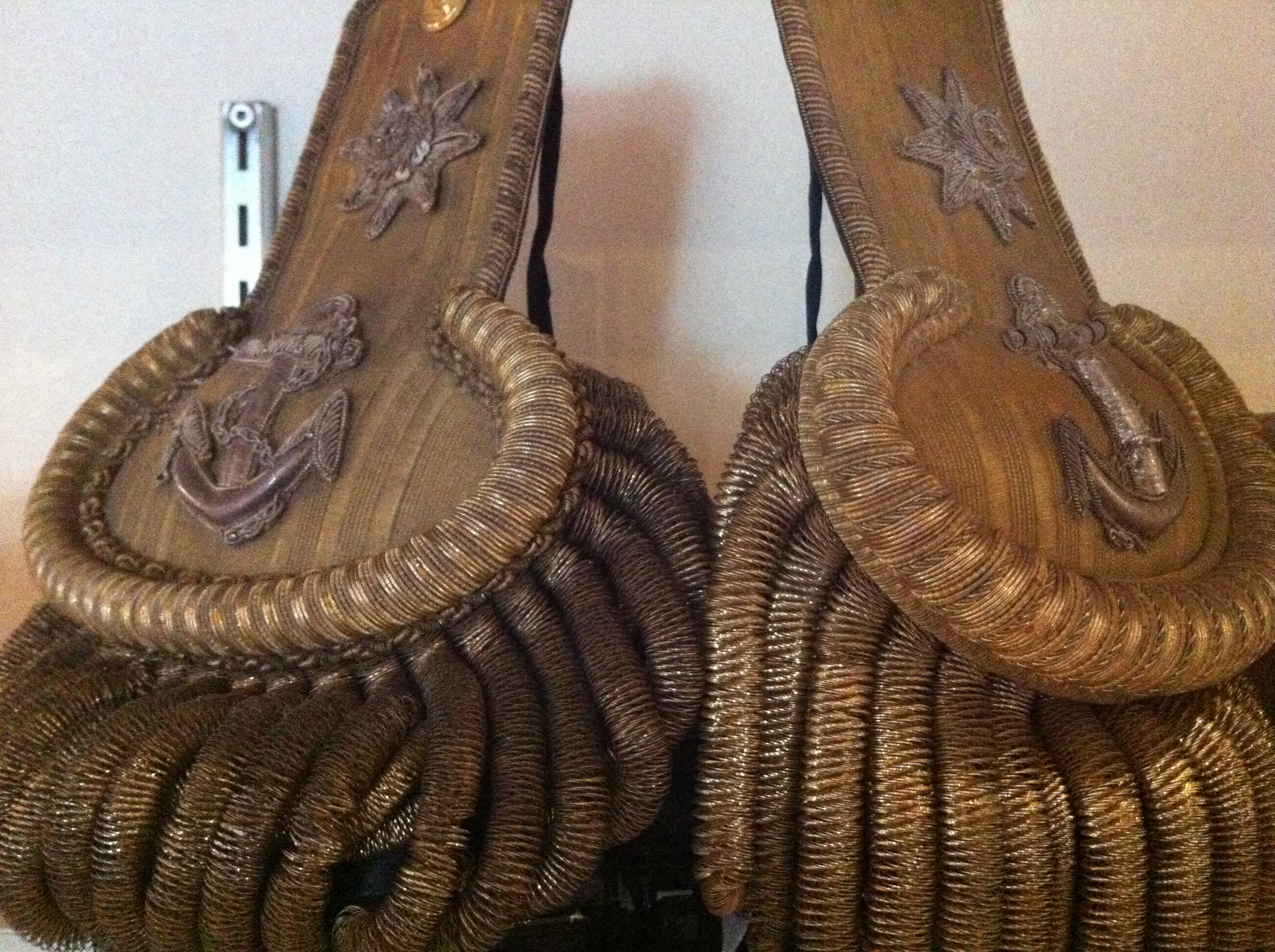
Еполети Волліса у Військово-морському музеї Галіфакса

27 серпня 1851 року підвищений до контрадмірала. У травні 1857 року став командувачем ескадри біля південно-східного узбережжя Південної Америки. 10 вересня 1857 року отримав звання віцеадмірала. 18 травня 1860 року став кавалером ордена Лазні і 2 березня 1863 року отримав звання адмірала. 17 липня 1869 року підвищений до контрадмірала і 12 лютого 1870 року — до віцеадмірала.
24 травня 1873 року отримав звання лицаря Великого хреста ордена Лазні, а 11 грудня 1875 року став адміралом флоту. Адміралтейство запропонувало йому піти у відставку, коли йому виповнилося 90 років, оскільки перебування в списку активних означало, що його можуть призвати на бойову службу. Натомість Волліс відповів, що готовий служити і надалі.
Помер у своєму заміському будинку у Фантінгтоні у Західному Сассексі 13 лютого 1892 року і похований на місцевому цвинтарі церкви Святої Марії. Загальна тривалість служби адмірала Уолліса Прово з моменту першої згадки його імені в корабельних книгах Королівського флоту склала 96 років. Після його смерті четверо адміралів з списку активних отримали право на підвищення.

## Сім'я
17 жовтня 1817 року одружився з Джуліаною Мессі. У них було дві дочки. Після смерті першої дружини 21 липня 1849 року одружився з Джемаймою Вілсон, донькою англійського генерала Роберта Вілсона.

## Спадщина
На честь Волліса назвали Будинок Волліса в Оттаві. Влада Оттави встановила у 1990 і 1997 роках таблички, на яких задокументована історія будівлі. Колишній корабель берегової охорони Канади CCGS Provo Wallis названий на його честь. Головна вулиця на військово-морській базі (колишня військово-морська корабельня) в Галіфаксі, Нова Шотландія, названа на його честь.

## Звання
| Звання        | Дата              |
| ------------- | ----------------- |
| адмірал флоту | 11 грудня 1877    |
| адмірал       | 2 березня 1863    |
| віцеадмірал   | 10 вересня 1857   |
| контрадмірал  | 27 серпня 1851    |
| капітан       | 19 серпня 1819    |
| командер      | 9 липня 1813      |
| лейтенант     | 11 листопада 1808 |
| матрос        | 1 травня 1795     |